# Boombox (Kylie Minogue)
Boombox: The Remix Album 2000 - 2008 (pubblicato come Boombox: Kylie's Remixes 2000-2009 in Giappone) è una raccolta di remix dei singoli sotto etichetta Parlophone della cantautrice australiana Kylie Minogue, uscito nel 2009.

## Descrizione
Il disco è la prima compilation-remix dell'era Parlophone, ma non la prima dell'artista che sotto l'etichetta Deconstruction, aveva fatto uscire vari album di remix. Il disco comprende remix dei singoli di maggiore rilevanza della cantante dal 2000 al 2008, più la traccia inedita Boombox (LA Riots Remix). Vari nomi importanti dell'elettronica sono inclusi in questa compilation tra cui Chemical Brothers, Fisherspooner, Mylo, Greg Kurstin e New Order. Nel disco viene miscelata la pure elettronica con suoni elettro-trance, accompagnati dalla voce sensuale della cantante. Il titolo è stato dato in onore del Boombox, il celebre locale in cui la cantante si era improvvisata DJ nel 2007, trattandosi di un album elettro-dance. Il disco è uscito il 27 gennaio in America, in concomitanza con i Grammy Awards 2009, in cui la cantante è stata nominata per Best Electronic Album. In Italia: il disco in forma digitale è scaricabile dalla piattaforma musicale iTunes in due dischi separati in un unico pacchetto - il primo è la raccolta di remix mentre il secondo è la raccolta dei remix più le versioni originali dei singoli; Il disco in forma fisica è acquistabile nei negozi a partire dal 6 febbraio 2009.

## Tracce
1. Can't Get Blue Monday out of My Head – 4:06
2. Spinning Around (7th District Club Mental Mix) – 4:08
3. Wow (Death Metal Disco Scene Remix) – 4:00
4. Love at First Sight (Kid Creme Vocal Dub) – 3:40
5. Slow (Chemical Brothers Remix) – 4:44
6. Come into My World (Fischerspooner Remix) – 4:18
7. Red Blooded Woman (Whitey Mix) – 3:35
8. I Believe in You (Mylo Vocal Mix) – 3:22
9. In Your Eyes (Knuckleheadz Mix) – 3:47
10. 2 Hearts (Mark Brown's Pacha Ibiza Upper Terrace Mix) – 4:19
11. On a Night like This (Bini & Martini Club Mix) – 4:04
12. Giving You Up (Riton Re-Rub Vox) – 4:12
13. In My Arms (Sebastien Leger Vocal Mix) – 3:49
14. The One (Bitrocka Remix) – 4:44
15. Your Disco Needs You (Casino Radio & Club Remix) – 3:39
16. Boombox (LA Riots Remix) – 3:56

Bonus Tracks
1. All I See (feat. MIMS) (Solo nell'edizione giapponese) – 3:49
2. Wow (CSS Mix) – 3:19 – Solo nell'edizione giapponese
3. Can't Get You out of My Head (Greg Kurstin Remix) – 4:06 – Solo nell'edizione giapponese e digitale
4. Butterfly (Mark Picchiotti Sandstorm Dub) – 9:01 – Solo nell'edizione digitale

Edizione Deluxe Digitale
Disco 1
1. Can't Get Blue Monday Out of My Head – 4:06
2. Spinning Around (7th District Club Mental Mix) – 4:08
3. Wow (Death Metal Disco Scene Remix) – 4:00
4. Love at First Sight (Kid Creme Vocal Dub) – 3:40
5. Slow (Chemical Brothers Remix) – 4:44
6. Come into My World (Fischerspooner Remix) – 4:18
7. Red Blooded Woman (Whitey Mix) – 3:35
8. I Believe in You (Mylo Vocal Mix) – 3:22
9. In Your Eyes (Knuckleheadz Mix) – 3:47
10. 2 Hearts (Mark Brown's Pacha Ibiza Upper Terrace Mix) – 4:19
11. On a Night like This (Bini & Martini Club Mix) – 4:04
12. Giving You Up (Riton Re-Rub Vox) – 4:12
13. In My Arms (Sebastien Leger Vocal Mix) – 3:49
14. The One (Bitrocka Remix) – 4:44
15. Your Disco Needs You (Casino Radio & Club Remix) – 3:39
16. Boombox (LA Riots Remix) – 3:56
17. Can't Get You out of My Head (Greg Kurstin Remix) – 4:06
18. Butterfly (Mark Picchiotti Sandstorm Dub) – 9:01

Disco 2
1. Can't Get You out of My Head – 3:50
2. Spinning Around – 3:28
3. Wow – 3:13
4. Love at First Sight (Radio Edit) – 3:59
5. Slow – 3:15
6. Come into My World (Radio Edit) – 4:06
7. Red Blooded Woman – 4:21
8. I Believe in You – 3:22
9. In Your Eyes – 3:21
10. 2 Hearts – 2:54
11. On a Night like This – 3:31
12. Giving You Up – 3:31
13. In My Arms – 3:32
14. The One – 3:36
15. Your Disco Needs You – 3:33

## Classifiche
| Classifica (2009)                         | Massima posizione |
| ----------------------------------------- | ----------------- |
| Italia Dance Albums Chart                 | 1                 |
| UK Dance Albums Chart                     | 2                 |
| Paesi Bassi Internet Album Chart          | 6                 |
| Grecia International Album Chart          | 9                 |
| Argentina Album Chart                     | 9                 |
| U.S. Billboard Top Electronic Album Chart | 10                |
| Italia Internet Album Chart               | 13                |
| Svizzera Internet Album Chart             | 16                |
| Australia Album Chart                     | 16                |
| UK Albums Chart                           | 28                |
| Grecia Albums Chart                       | 31                |
| Repubblica Ceca Albums Chart              | 43                |
| Canada Album Chart                        | 124               |
| Giappone Album Chart                      | 146               |
| Francia Album Chart                       | 180               |